# لوئیس اورتا
لوئیس اورتا (به انگلیسی: Luis Orta؛ زادهٔ ۲۲ اوت ۱۹۹۴) یک کشتی‌گیر اهل کوبا است.
از افتخارات وی می‌توان به کسب مدال طلا المپیک ۲۰۲۰ توکیو و قهرمانی کشتی جهان ۲۰۲۳ و مدال برنز بازی‌های المپیک ۲۰۲۴ پاریس اشاره کرد.

## فعالیت حرفه‌ای

### المپیک ۲۰۲۰ توکیو
اورتا در وزن ۶۰ کیلوگرم کشتی فرنگی المپیک ۲۰۲۰ توکیو حاضر بود که ایلدار حفیظوف از آمریکا، سرگی املین از روسیه و ویکتور کیوبانو از مولداوی را شکست داد و به فینال رسید. وی در فینال کنیچیرو فومیتا از ژاپن را شکست داد و مدال طلا وزن ۶۰ کیلوگرم را بدست آورد.

### قهرمانی کشتی جهان ۲۰۲۳
اورتا در وزن ۶۷ کیلوگرم کشتی فرنگی قهرمانی کشتی جهان ۲۰۲۳ بلگراد شرکت کرد، او در این مسابقات سلیمان نصر از تونس، میهای میهات از رومانی، ماته نمس از صربستان و امانتور اسماعیل‌اف از قرقیزستان را شکست داد و به فینال رسید. وی در فینال حسرت جعفروف از آذربایجان را شکست داد و مدال طلا را بدست آورد.

### المپیک ۲۰۲۴ پاریس
اورتا در وزن ۶۷ کیلوگرم کشتی فرنگی المپیک ۲۰۲۴ پاریس حاضر بود که در کشتی اول کیوتارو سوگابه از ژاپن را شکست داد اما در کشتی بعد به سعید اسماعیلی از ایران باخت و با توجه به حضور این کشتی‌گیر در فینال، به دیدار شانس مجدد رفت. او در مرحله شانس مجدد اسحاق قایو از الجزایر را شکست داد و به دیدار رده‌بندی رسید. وی در این دیدار اسلاویک گالستیان از ارمنستان را شکست داد و مدال برنز را بدست آورد.